# Sjinkie Knegt
Sjinkie Knegt (ur. 5 lipca 1989 w Bantega) – holenderski łyżwiarz specjalizujący się w short tracku, brązowy medalista olimpijski z Soczi.
Igrzyska w Rosji były jego drugą olimpiadą, w 2010 najlepsze, jedenaste miejsce, zajął na dystansie 1000 metrów. W Soczi zajął trzecie miejsce na dystansie 1000 m. Jest trzykrotnym medalistą mistrzostw świata. W 2013 był drugi na dystansie 1000 metrów oraz trzeci w sztafecie. Holendrzy w sztafecie zajęli drugie miejsce w 2012.